# دهستان زیارت (گنبکی)
دهستان زیارت، یکی از دهستان‌های بخش مرکزی شهرستان گنبکی در استان کرمان ایران است. مرکز این دهستان، روستای زیارت شاه است.

## جمعیت
بر پایه سرشماری عمومی نفوس و مسکن در سال ۱۳۹۵، جمعیت دهستان زیارت برابر با ۳٬۵۸۵ نفر بوده است.